# Терен (газовий балончик)
Терен — газовий балончик що має сльозогінну і подразнюючу дію. Призначений для використання цивільними і службовими особами для самозахисту і являє собою балон,  що наповнений вражаючою речовиною, іритантом, що викликає подразнення очей і органів носогорла
. Заявлені ефекти можуть тривати у нападника до пів години, але точний час їх дії досить сильно залежить і від індивідуальних особливостей організму нападника і від зовнішніх обставин. 
Як іритант (діючу речовину) в цьому балончику використано морфолід пеларгонової кислоти. Ця речовина є дуже популярною як вражаюча речовина балончиків в Україні та багатьох сусідніх країнах. Хоча загалом у світі фактично не входить до списку найпопулярніших іритантів. Цей балончик належить до аерозольних балончиків, вражає широким потоком краплин аерозолю. Діюча речовина вражає очі або інші частини тіла, він ефективний при застосуванні як проти осіб, які перебувають у стані алкогольного сп'яніння, так і проти собак. Морфолід пеларгонової кислоти є високоефективною речовиною самозахисту, до переваг цієї речовини є її незалежність до погодних умов, контрольована стабільна дія на ціль. Балончик виготовляється в Україні підприємством «Еколог», має декілька модифікацій. Має одноразовий запобіжник, який треба зламати перед застосуванням. 

## Основні характеристики Терен-1м
- Тип балончика: аерозольний
- Маса заправленого балона: 46 ± 2 грам
- Дальність застосування: до 2,5 метрів
- Висота виробу: 88 ±4 міліметрів
- Діаметр виробу: 35 міліметрів
- Час використання: 4-5 секунд
- Температура зберігання і використовувати при температурі: ˚Сот-8 до+45.[3].

## Основні характеристики Терен-4
- Тип балончика: аерозольний
- Маса заправленого балона: 72 ± 4 грам
- Дальність застосування:  2,5 метрів.
- Висота виробу: 124 ± 4 міліметрів
- Діаметр виробу: 35 мм
- Час використання: 6-7 секунд
- Зберігати і використовувати при температурі, ˚Сот-8 до +45[4].

## Модифікації
- Терен-1б - стандартна модифікація. Концентрація ірианту 5 %.
- Терен-1 LED - модифікація з пристосуванням додатком для підсвітки (освітлення) цілі, у вигляді накладки на балончик з одним потужним діодом.
- Терен-1м - глибоко модифікована версія, корпус видовжений, змінена конструкція спускової кнопки, зменшена до 2 метрів дальність, збільшена до 5-6 секунд тривалість розпилення, габарити 99×25 мм.
- Терен-1м LED - модифікація  з пристосуванням додатком для підсвітки (освітлення) цілі, у вигляді накладки на балончик з одним потужним діодом.
- Терен-4 - збільшена в розмірах версія 124×35 міліметрів.
- Терен-4м - поліційна версія балончика, відрізняється концентрацією ірианту що в нього складає 10 %. Придбання цивільними особами цієї моделі забороняється. Ця модифікація дуже популярна серед силових підрозділів правоохоронних органів через велику потужність розпилення вражаючої речовини, та всепогодність моделі «Терен» загалом.

## Техніка безпеки
Балончик має застосовуватися тільки в крайніх випадках, коли на агресора не діють усні вмовляння і попередження. Розпилення має припинятися після зупинки протиправних дій. 
В разі якщо вміст балончика потрапив у очі. Якщо це можливо, необхідно прискорено моргати.  Це викличе додаткове виділення сліз, які будуть сприяти вимиванню ірианту з ваших очей, це сприятиме зниженню ступеню ураження. Потім треба витерти залишки речовини з обличчя серветкою або тампоном.
Далі треба  знайти довколишній продуктовий магазин, або попросити про це помічника. Пляшку води і харчову соду.  Після цього потрібно змішати харчову соду з негазованою водою.  Досить буде 15 грамів на середню пляшку води. Отриманим розчином треба промити очі. Змиваючи залишки ірианту А також можна придбати «дитяче мило» і промити очі мильним розчином з дитячого мила і води для розмочення мила. Печіння в очах може посилитися, але це нормально.